# De Bolder

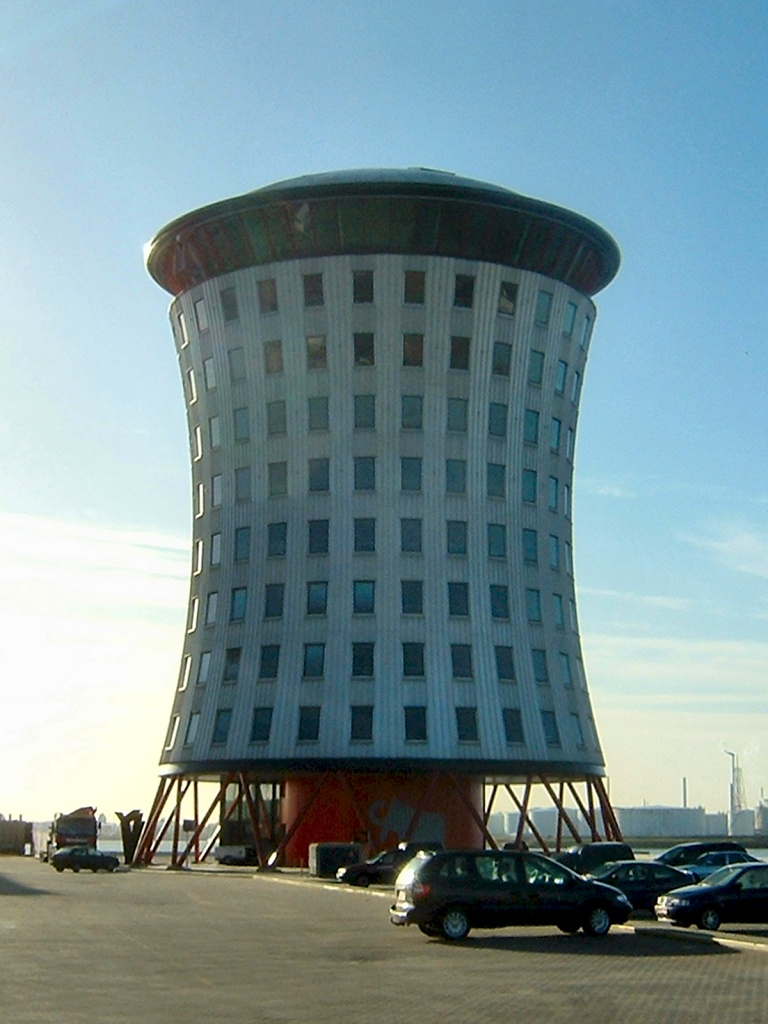
Kantoorgebouw "De Bolder"

De Bolder is een kantoorgebouw van de firma Mammoet dat in 2001 in Schiedam is neergezet. De term "neerzetten" klinkt voor een gebouw vreemd, maar het gebouw is in Zwijndrecht in een hal "stekkerklaar" gebouwd en daarna op een ponton over water naar zijn eindbestemming in Schiedam vervoerd. Het vervoer duurde drie dagen.
De Bolder is opgetrokken uit staal en opgeleverd inclusief liften, sanitair, leidingen enz. Het 10 verdiepingen hoge gebouw heeft de vorm van een bolder, symbool van standvastigheid. In 2002 heeft dit gebouw de Nationale Staalprijs (Ontwerp Staal Award) gewonnen.